# NGC 388
NGC 388 je galaksija u zviježđu Ribe.

## Vanjske poveznice
- SEDS: NGC 388